# Киселеозёрка
Киселеозёрка — село в Белогорском районе Амурской области, Россия.
Входит в Никольский сельсовет.

## География
Село Киселеозёрка стоит на левом берегу реки Томь (левый приток Зеи), в 17 км западнее (ниже по течению) от Белогорска.
Административный центр Никольского сельсовета село Никольское стоит в 12 км восточнее (вверх по левому берегу Томи).
От села Киселеозёрка на запад (вниз по левому берегу Томи) идёт дорога к селу Светиловка.

## Население
| 2002 | 2010 | 2012 | 2013 | 2014 | 2015 | 2016 |
| ---- | ---- | ---- | ---- | ---- | ---- | ---- |
| 241  | ↘240 | ↘236 | ↘232 | ↗236 | ↘232 | ↘229 |
| 2017 | 2018 |      |      |      |      |      |
| ↘224 | ↘217 |      |      |      |      |      |

## Инфраструктура
- Сельскохозяйственные предприятия Белогорского района.